# Le festin d'Ésope
Le festin d'Ésope (Il banchetto di Esopo), op. 39 No. 12, è uno studio per pianoforte scritto da Charles-Valentin Alkan. È l'ultimo dei dodici studi dell'op. 39 (Douze études dans tous les tons mineurs), ed è formato da venticinque variazioni basate sul tema originale in Mi minore. Le abilità tecniche richieste per suonare questo brano sono la somma di quelle richieste per gli undici studi precedenti.
L'opera richiede un'abilità estremamente virtuosistica, per via della presenza di ottave sovrapposte estremamente veloci, scale veloci con contemporaneo accompagnamento a sinistra, ampi balzi della mano, rapidi accordi molto estesi, svariati tremoli, doppie ottave, trilli e gruppi irregolari per formazione molto vasti (come undicine, sedicine ecc.). Un'esecuzione normale si aggira per durata intorno ai dieci minuti. Si dice che le variazioni rappresentino i vari animali delle favole di Esopo. Alkan gioca in ogni modo con il tema, trattando quasi ogni tipo di variazione: dalle più semplici e ovvie, come la prima, a quelle trascendentali e molto complesse, come la quindicesima.